# Palaua modesta
Palaua modesta là một loài thực vật có hoa trong họ Cẩm quỳ. Loài này được Reiche mô tả khoa học đầu tiên.